# Новая Жизнь (Нефтегорский район)
Новая Жизнь — посёлок в Нефтегорском районе Самарской области в составе сельское поселение Семёновка.

## География
Находится у речки Съезжая на расстоянии примерно 12 километров по прямой на северо-северо-восток от районного центра города Нефтегорск.

## Население
Постоянное население составляло 171 человек (русские 93 %) в 2002 году, 166 в 2010 году.